# Agrotis gentilii
Agrotis gentilii là một loài bướm đêm trong họ Noctuidae.